# Middenamerikaanse nachthagedissen
Middenamerikaanse nachthagedissen (Lepidophyma) zijn een geslacht van hagedissen uit de familie nachthagedissen (Xantusiidae).
De groep werd voor het eerst wetenschappelijk beschreven door André Marie Constant Duméril in 1851. Er zijn negentien soorten, inclusief de pas in 2010 beschreven Lepidophyma zongolica.

## Verspreiding en habitat
Alle soorten komen voor in Midden-Amerika en leven in de landen Belize, Costa Rica, El Salvador, Guatemala, Honduras, Mexico, Nicaragua en Panama. De meeste soorten komen endemisch voor in Mexico.
Middenamerikaanse nachthagedissen zijn bewoners van rotsachtige streken. Ze graven holletjes onder stenen en rotsblokken en jagen overdag op kleine dieren zoals insecten. Daarnaast worden ook plantendelen zoals zaden en bloesem gegeten. Alle soorten zijn levendbarend, de jongen ontwikkelen zich volledig in de moeder.
| Naam                       | Auteur                                                     | Verspreidingsgebied                                                             |
| -------------------------- | ---------------------------------------------------------- | ------------------------------------------------------------------------------- |
| Lepidophyma chicoasensis   | Álvarez & Valentín, 1988                                   | Mexico                                                                          |
| Lepidophyma cuicateca      | Canseco-Márquez, Gutiérrez-Mayén & Mendoza-Hernández, 2008 | Mexico                                                                          |
| Lepidophyma dontomasi      | Smith, 1942                                                | Mexico                                                                          |
| Lepidophyma flavimaculatum | Duméril, 1851                                              | Belize, Costa Rica, El Salvador, Guatemala, Honduras, Mexico, Nicaragua, Panama |
| Lepidophyma gaigeae        | Mosauer, 1936                                              | Mexico                                                                          |
| Lepidophyma lineri         | Smith, 1973                                                | Mexico                                                                          |
| Lepidophyma lipetzi        | Smith & del Toro, 1977                                     | Mexico                                                                          |
| Lepidophyma lowei          | Bezy & Camarillo, 1997                                     | Mexico                                                                          |
| Lepidophyma mayae          | Bezy, 1973                                                 | Belize, Guatemala, Honduras, Mexico                                             |
| Lepidophyma micropholis    | Walker, 1955                                               | Mexico                                                                          |
| Lepidophyma occulor        | Smith, 1942                                                | Mexico                                                                          |
| Lepidophyma pajapanensis   | Werler, 1957                                               | Mexico                                                                          |
| Lepidophyma radula         | Smith, 1942                                                | Mexico                                                                          |
| Lepidophyma reticulatum    | Taylor, 1955                                               | Costa Rica, Panama                                                              |
| Lepidophyma smithii        | Bocourt, 1876                                              | Mexico, Guatemala, El Salvador                                                  |
| Lepidophyma sylvaticum     | Taylor, 1939                                               | Mexico                                                                          |
| Lepidophyma tarascae       | Bezy, Webb & Álvarez, 1982                                 | Mexico                                                                          |
| Lepidophyma tuxtlae        | Werler & Shannon, 1957                                     | Mexico                                                                          |
| Lepidophyma zongolica      | García-Vázquez, Canseco-Márquez & Aguilar-López, 2010      | Mexico                                                                          |